# Alexei Bychenko
Alexei Bychenko (in ucraino Олексій Юрійович Биченко?, Oleksij Jurijovyč Byčenko e אלכסיי ביצ'נקו in ebraico; Kiev, 5 febbraio 1988) è un pattinatore artistico su ghiaccio ucraino naturalizzato israeliano.

## Palmarès
GP: Grand Prix; CS: Challenger Series; JGP: Junior Grand Prix

### Per Israele
| Internazionali | Internazionali | Internazionali | Internazionali | Internazionali | Internazionali | Internazionali | Internazionali | Internazionali | Internazionali | Internazionali | Internazionali |
| Evento | 2011–12        | 2012–13        | 2013–14        | 2014–15        | 2015–16        | 2016–17        | 2017–18        | 2018–19        | 2019–20        | 2020-21        | 2021–22        |
| --- | -------------- | -------------- | -------------- | -------------- | -------------- | -------------- | -------------- | -------------- | -------------- | -------------- | -------------- |
| Olimpiadi |                |                | 21°            |                |                |                | 11°            |                |                |                | 26°            |
| Campionati mondiali | 29°            | 31°            | 15°            | 17°            | 13°            | 10°            | 4°             | 22°            | C              | 24°            |                |
| Campionati europei | 22°            | 14°            | 10°            | 4°             | 2°             | 5°             | 5°             | 9°             | 12°            |                |                |
| GP Cup of China |                |                |                | 7°             |                |                |                |                |                |                |                |
| GP della Finlandia |                |                |                |                |                |                |                | 9°             |                |                |                |
| GP Trophée Eric Bompard |                |                |                |                |                |                | 5°             |                |                |                |                |
| GP NHK Trophy |                |                |                |                |                | 4°             | 3°             |                | 11°            |                |                |
| GP Rostelecom Cup |                |                |                |                | 10°            | 3°             |                |                |                |                |                |
| GP Skate America |                |                |                | 11°            | 12°            |                |                | 9°             | 7°             | 6°             |                |
| CS Asian Open |                |                |                |                |                |                |                |                | 4°             |                |                |
| CS Denis Ten Memorial |                |                |                |                |                |                |                |                |                |                | R              |
| CS Finlandia Trophy |                |                |                | 5°             |                | 7°             |                | R              |                |                |                |
| CS Golden Spin |                |                |                |                |                | 1°             | 2°             | 10°            | 8°             |                | 13°            |
| CS Ice Star |                |                |                |                |                |                | 6°             |                | R              |                |                |
| CS Nebelhorn Trophy |                |                |                | 7°             |                |                |                |                | 3°             |                |                |
| CS Ondrej Nepela Trophy |                |                |                |                |                |                |                | R              |                |                |                |
| CS Warsaw Cup |                |                |                |                |                |                |                |                |                |                | 6°             |
| Bavarian Open |                | 5°             |                |                |                |                |                |                |                |                |                |
| Challenge Cup |                |                |                |                |                |                |                |                | 6°             | R              |                |
| Cranberry Cup |                |                |                |                |                |                |                |                |                |                | 6°             |
| Cup of Tyrol |                |                |                |                |                | 2nd            |                |                |                |                |                |
| Golden Spin | 8°             | 5°             | 4°             |                |                |                |                |                |                |                |                |
| Ice Challenge |                | 13°            |                |                |                |                |                |                |                |                |                |
| Nebelhorn Trophy |                | 15°            | 5°             |                |                |                |                |                |                |                |                |
| Open Ice Mall Cup |                |                |                |                |                |                |                | 2°             |                |                |                |
| Tallinn Trophy |                |                |                | 1°             |                |                |                |                |                |                |                |
| Toruń Cup |                |                |                |                | 1°             |                |                |                |                |                |                |
| U.S. Classic |                | 14°            | 9°             |                |                |                |                |                |                |                | R              |
| Nazionali |                |                |                |                |                |                |                |                |                |                |                |
| Campionato israeliano |                |                |                | 2°             | 1°             | 1°             | 1°             | 2°             | 3°             |                | 2°             |
| Eventi a squadre |                |                |                |                |                |                |                |                |                |                |                |
| Olimpiadi |                |                |                |                |                |                | 8° S 2° P      |                |                |                |                |
| Japan Open |                |                |                |                |                |                | 1° S 6° P      |                |                |                |                |
| R = Ritirato; C = Evento Cancellato S = Risultato della squadra; P = Risultato personale. Medaglie assegnate solo per il risultato della squadra. |                |                |                |                |                |                |                |                |                |                |                |

### Per l'Ucraina
| Internazionali                          | Internazionali | Internazionali | Internazionali | Internazionali | Internazionali | Internazionali | Internazionali | Internazionali |
| Evento                                  | 2002–03        | 2003–04        | 2004–05        | 2005–06        | 2006–07        | 2007–08        | 2008–09        | 2009–10        |
| --------------------------------------- | -------------- | -------------- | -------------- | -------------- | -------------- | -------------- | -------------- | -------------- |
| Crystal Skate of Romania\|Crystal Skate |                |                |                |                |                | 3°             | 2°             | 4°             |
| Cup de Nice                             |                |                |                |                |                | 11°            |                |                |
| Finlandia Trophy                        |                |                |                |                |                |                | 11°            |                |
| Nepela Memorial                         |                |                |                |                |                |                |                | 8°             |
| Skate Israel                            |                |                |                | 6°             |                |                |                |                |
| Universiadi                             |                |                |                |                | 29°            |                |                |                |
| Internazionali: Junior                  |                |                |                |                |                |                |                |                |
| JGP Andorra                             |                |                |                | 15°            |                |                |                |                |
| JGP Croazia                             |                |                |                | 10°            |                |                |                |                |
| JGP Repubblica Ceca                     |                | 22°            |                |                |                |                |                |                |
| JGP Taipei Cinese                       |                |                |                |                | 8°             |                |                |                |
| JGP Ucraina                             |                |                | 19°            |                |                |                |                |                |
| Nazionali                               |                |                |                |                |                |                |                |                |
| Campionati Ucraini                      | 4°             | 4°             | 2° J           |                | 2°             | 2°             |                | 3°             |
| J = Junior                              |                |                |                |                |                |                |                |                |